# مورغان ليلي
مورغان ليلي (بالإنجليزية: Morgan Lily)‏ ممثلة أمريكية ولدت في 11 أبريل 2000 في سانتا مونيكا، كاليفورنيا، الولايات المتحدة بدأت مشوارها الفني عام 2002 .

## روابط خارجية
- Official website
- مورغان ليلي على موقع IMDb (الإنجليزية)
- مورغان ليلي على موقع ألو سيني (الفرنسية)
- مورغان ليلي على موقع أول موفي (الإنجليزية)
- مورغان ليلي على موقع قاعدة بيانات الأفلام السويدية (السويدية)
- مورغان ليلي على موقع قاعدة بيانات الفيلم (الإنجليزية)
- مورغان ليلي على موقع كينوبويسك (الروسية)
- Official Fan Site